# Церква Різдва Пресвятої Богородиці (Плоске)
Церква Різдва Пресвятої Богородиці — православний (УПЦ МП) храм в селі Плоске Шацького району Волинської області, найменший на Волині. 

## З історії храму
Храм споруджений старанням мешканки села Марії Миколаївни Лис. Саме вона стала натхненницею його будівництва та головним ктитором. Церква мініатюрна за своїми розмірами — у діаметрі всього 6 метрів, але є справжнім храмом, з вівтарем, іконостасом, аналоями, кануном. Цей храм найменший на Волині.
Храм на честь Різдва Пресвятої Богородиці гарно оздоблений внутрішніми розписами, церковне подвір'я прикрашає дзвіниця та вхідна брама, також зведено водосвятну каплицю в ім'я ікони Божої Матері «Живоносне джерело». 
17 листопада 2007 з благословення єпископа Володимир-Волинського і Ковельського Никодима чин освячення храму здійснив намісник Петропавлівського Світязького монастиря ігумен Арсеній (Дем'янчук) у співслужінні місцевого духовенства. На свято прибуло багато гостей і прочан. Священиків зустрічали надзвичайно урочисто — за давньою традицією доріжка до церкви була встелена домотканим полотном, яку діти обсипали трояндовими пелюстками. 
Богослужіння у найменшій церкві Волині звершують ченці Світязького Петропавлівського монастиря.